# Ансон, Томас, 1-й граф Личфилд

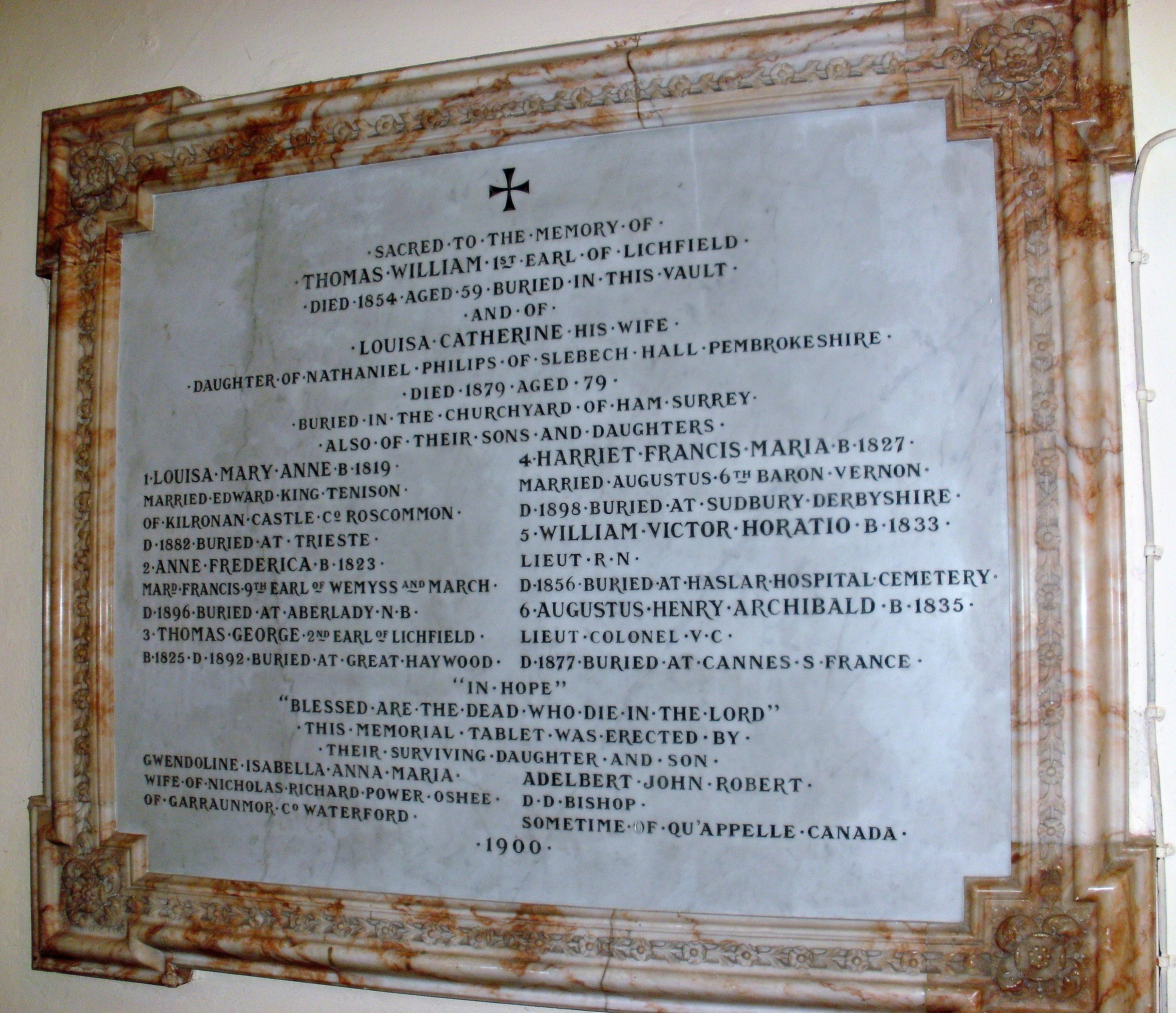
Мемориал семьи Ансон в церкви Святого Михаила и всех ангелов в Колвиче

Томас Уильям Ансон, 1-й граф Личфилд (англ. Thomas Anson, 1st Earl of Lichfield; 20 октября 1795 — 18 марта 1854) — британский политик-виг из семьи Ансон. Он носил титул учтивости — виконт Ансон с 1818 по 1831 год. Он служил в правительствах лорда Грея и лорда Мельбурна в качестве мастера бакхаундов в 1830—1834 годах и в правительстве лорда Мельбурна в качестве генерального почтмейстера в 1835—1841 годах. Его азартные игры и щедрые развлечения привели его к большим долгам, и он был вынужден распродать всю недвижимость своего Шугборо-Холла.

## Ранняя жизнь
Родился 20 октября 1795 года. Старший сын Томаса Ансона, 1-го виконта Ансона (1767—1818), и его жены Анны Маргарет (1779—1843), дочери Томаса Кука, 1-го графа Лестера. Генерал-майор достопочтенный Джордж Ансон (1797—1857) был его младшим братом. Он получил образование в Итоне и Крайст-Черч в Оксфорде.

## Карьера
Виконт Ансон был избран в Палату общин от Грейт-Ярмута в июне 1818 года, но был вынужден отказаться от этого места в следующем месяце из-за смерти своего отца и его преемственности виконта Ансона. Позже Томас Ансон служил под началом лорда Грея и лорда Мельбурна в качестве мастера гончих с 1830 по 1834 год и под руководством лорда Мельбурна в качестве генерального почтмейстера с 1835 по 1841 год. Он был принят в Тайный совет Великобритании в 1830 году. 15 сентября 1831 года для него был создан титул графа Личфилда из Личфилда в графстве Стаффордшир в честь коронации Вильгельма IV.

## Военная карьера
Он поступил в Стаффордширскийу йоменри по совместительству в качестве солдата в 1811 году, а затем был назначен капитаном Личфилдского отряда 3 августа 1812 года. 27 сентября 1819 года ему было присвоено звание майора, а 17 декабря 1829 года он стал подполковником и заместителем командира. Полк обеспечивал эскорт, когда герцогиня Кентская и её дочь принцесса Виктория посетили его в Шугборо в 1832 году. Он сменил пост подполковника-коменданта полка 10 апреля 1833 года и командовал им до своей смерти, прослужив более 40 лет, из них более 20 в командовании. После его смерти полк воздвиг ему памятник в Личфилдском соборе.

## Азартные игры
Томас Ансон также был известен своей чрезмерной азартностью и щедрыми развлечениями в своей резиденции в Шугборо-холле. Он также приобрел поместье в соседнем Рэнтоне, Стаффордшир, где построил Эбби-хаус и превратил поместье в большой спортивный центр. Однако его экстравагантный образ жизни и азартные игры привели его и его семью к долгам в размере 600 000 фунтов стерлингов и привели к финансовому краху Ансона в 1842 году. Все содержимое Шугборо-холла было распродано в счет погашения долгов . Дом аббатства в Рэнтоне сгорел в 1942 году. Покрытые плющом руины все ещё можно увидеть.

## Личная жизнь

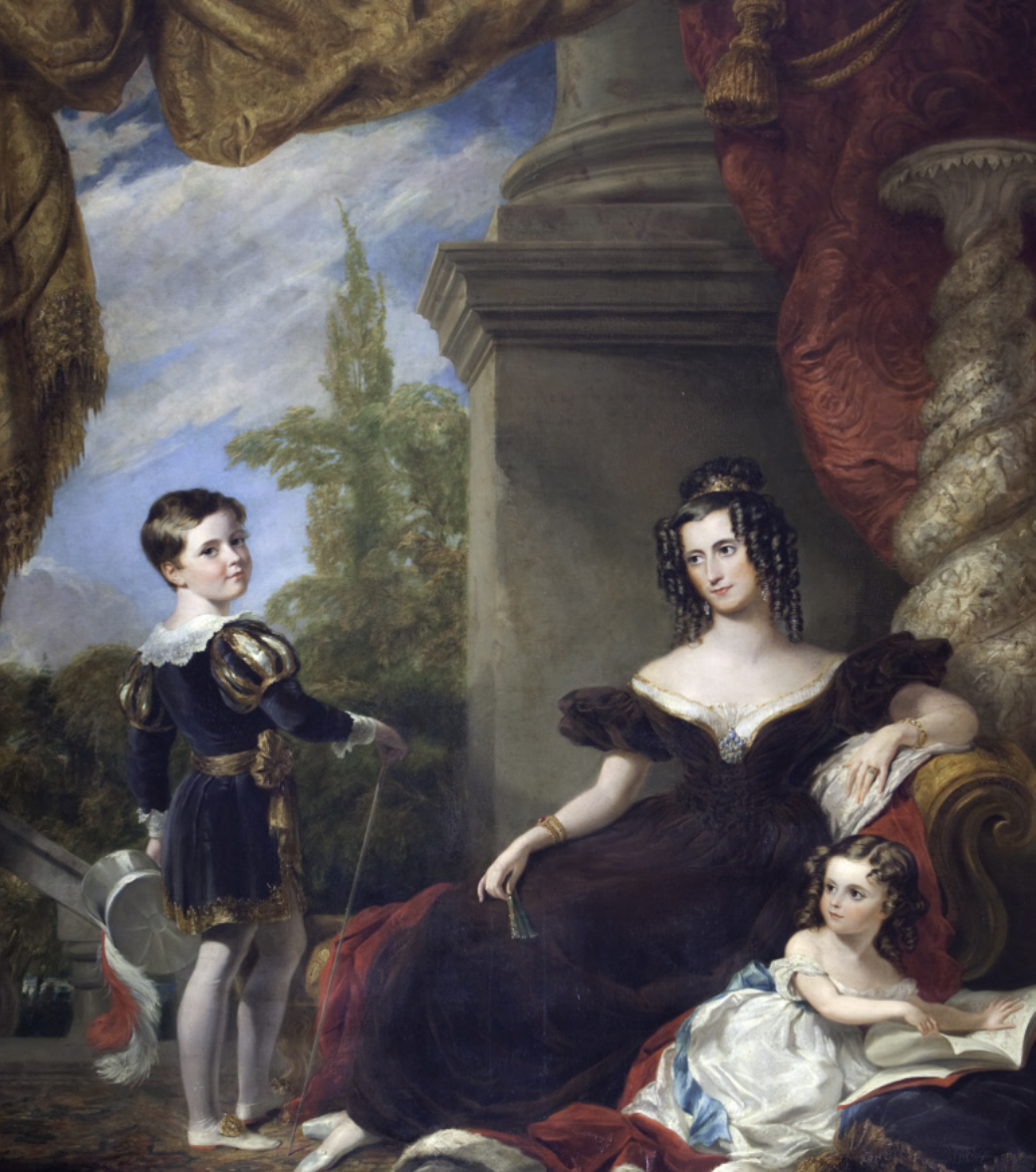
Луиза Филипс, графиня Личфилд (1800—1879) с двумя детьми, портрет сэра Джорджа Хейтера, 1832 год.

11 февраля 1819 года лорд Личфилд женился на Луизе Кэтрин Филипс (? — 20 августа 1879), дочери Натаниэля Филипса. У них было четыре сына и четыре дочери:
- Леди Луиза Мэри Энн Ансон (1819 — 27 августа 1882), в 1838 году вышедшая замуж за подполковника Эдварда Кинга-Тенисона (ум. 1878) из замка Килронан, от брака с которым у неё было двое детей[8].
- Леди Энн Фредерика Ансон (22 февраля 1823 — 22 июля 1896), в 1843 году вышедшая замуж за Фрэнсиса Чартариса, 10-го графа Уэмисса, от брака с которым у неё было десять детей[8].
- Томас Джордж Ансон, 2-й граф Личфилд (15 августа 1825 — 7 января 1892), старший сын и преемник отца[8].
- Леди Харриет Фрэнсис Мэри Ансон (1828 — 15 февраля 1898), в 1851 году вышедшая замуж за Августа Венейблса-Вернона, шестого барона Вернона, от брака с которым у неё было десять детей[8].
- Достопочтенный Уильям Виктор Леопольд Горацио Ансон (1 августа 1833—1856)[8]
- Подполковник Достопочтенный Огастес Генри Арчибальд Ансон (5 марта 1835 — 17 ноября 1877), военный, получивший Крест Виктории за службу во время восстания в Индии 1857 года, позже он был членом парламента от Личфилда. В 1863 году он женился на Амелии Мэри Клотон (1844—1894), старшей дочери преподобного Томаса Лега Клотона, епископ Сент-Олбанса, и Джулии Сюзанны Уорд (старшая дочь Уильяма Хамбла Уорда, 10-го барона Уорда) и сестра сэра Гилберта Генри Клотона, 1-го баронета. У них не было детей. После смерти Ансона его вдова вышла замуж за его вторую жену за Джорджа Кэмпбелла, 8-го герцога Аргайла, в 1881 году[8].
- Леди Гвендолин Изабелла Энн Мэри Ансон (1837 — 14 марта 1912), в 1865 году вышедшая замуж за Николаса Пауэра О’Ши из Гарденморриса, графство Уотерфорд (? — 1902), от брака с которым у неё было двое сыновей[8].
- Преподобный Достопочтенный Адельберт Джон Роберт Ансон (20 декабря 1840 — 27 мая 1909), священнослужитель, служивший епископом Ку’Апеля в Канаде[8].

Лорд Личфилд умер в возрасте 58 лет в марте 1854 года и похоронен в церкви Святого Михаила и всех ангелов в Колвиче, недалеко от Шугборо-холла. Ему наследовал графство его старший сын Томас. Леди Личфилд пережила его более чем на 25 лет и умерла в августе 1879 года.